# Ermida de Nossa Senhora do Socorro

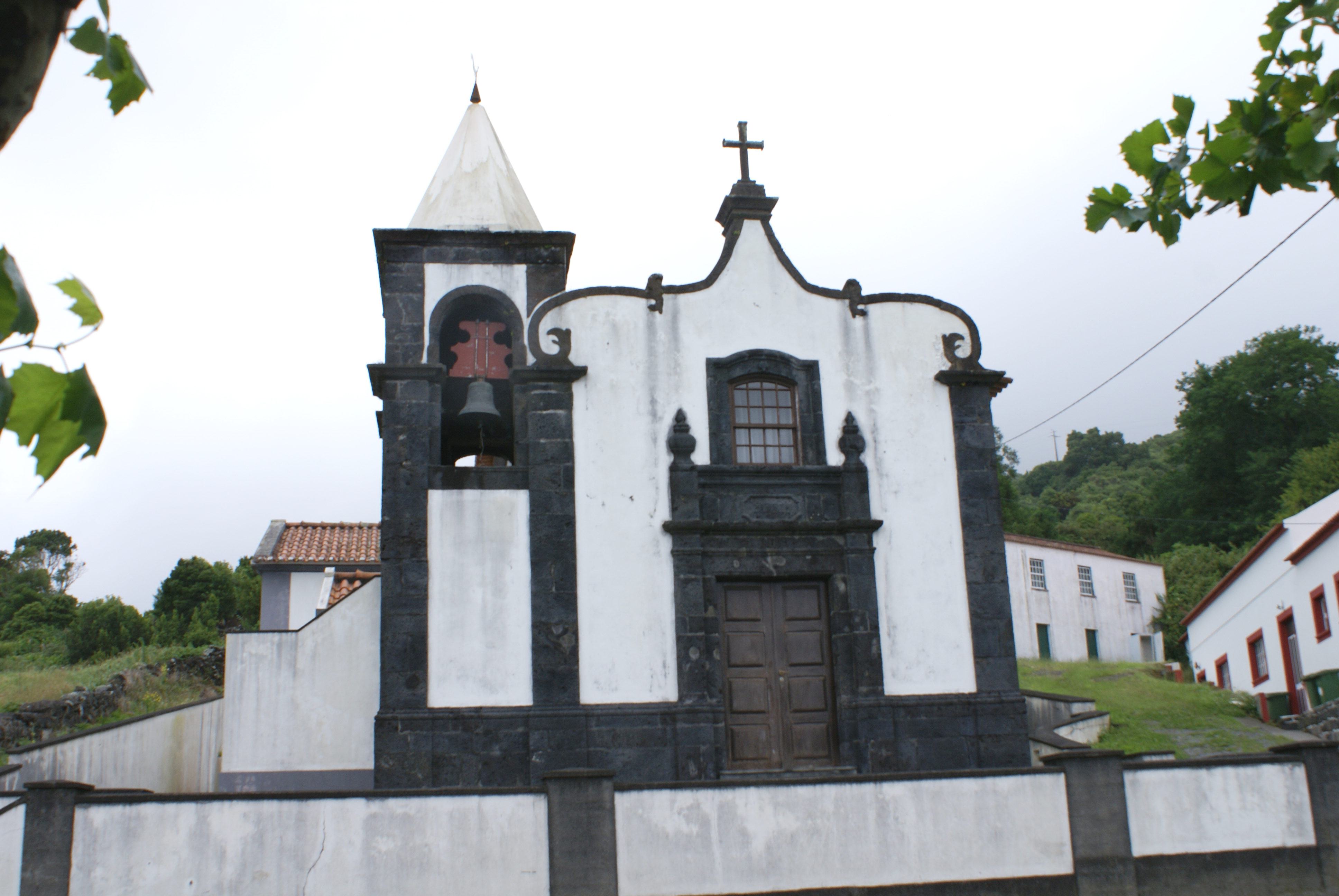
Ermida de Nossa Senhora do Socorro, Biscoitos.

A Ermida de Nossa Senhora do Socorro é uma ermida católica açoriana localizada na freguesia de Biscoitos, nao concelho da Calheta, na ilha de São Jorge.
Segundo os historiadores jorgenses, José Cândido da Silveira Avelar e Padre Manuel Azevedo da Cunha, esta ermida, dedicada a Nossa Senhora do Socorro, foi erguida pelo povo do lugar dos Biscoitos em 1787, por iniciativa de António Faustino da Silveira, cuja consorte deixou por testamento o terreno para a edificação. O templo, porém, era muito pequeno, motivo por que logo em 1831 foi ampliado.
Em 1862, devido à actuação do Dr. José Pereira da Cunha da Silveira e Sousa, o mesmo que fundara a Ermida de São José do lugar do Toledo, foi criado o curato respectivo com côngrua para o padre.
Em 1876 era obtido apoio do Estado para o acrescento da capela-mor e construção. Dez anos depois, em 1886, era concedido o Sacrário, fazendo a festa da inauguração em 24 de Outubro daquele ano. No mesmo ano de 1886, por concessão especial do Bispo de Angra do Heroísmo, D. Francisco do Prado Lacerda e por deligências do cura Padre José Francisco Vieira, foi levantada a  casa  para  depósito da coroa do Divino Espírito Santo.
No ano de 1890, foi colocado neste templo um órgão construído na ilha do Faial, por Manuel de Serpa da Silva.
Interessou-se por este melhoramento o referido Padre Manuel Azevedo da Cunha, quando capelão dos Biscoitos. Posteriormente, várias comissões locais obtiveram donativos para a compra de um turíbulo, uma naveta de prata, um cibório para o Sacrário, e um relicário para o Viático.